# München-Gladbach-Land
Die Gemeinde München-Gladbach-Land, die gleichzeitig die Bürgermeisterei München-Gladbach-Land bildete und bis 1907 Obergeburth hieß, war bis 1921 eine Landgemeinde im damaligen Kreis Gladbach in der preußischen Rheinprovinz. Vor 1836 hatte bereits die Bürgermeisterei Obergeburth existiert. Das frühere Gemeindegebiet gehört heute zur Stadt Mönchengladbach in Nordrhein-Westfalen.

## Geographie
Zur Gemeinde gehörte eine Reihe von Dörfern und Ansiedlungen, die die Kernstadt von Mönchengladbach im Westen halbkreisförmig umschlossen:
| - Beltinghoven - Dahl - Großheide - Hamern - Hehn - Holt - Ohler | - Pöth - Rönneter - Speick - Venn - Waldhausen - Windberg |

Die Gemeinde umfasste 1885 eine Fläche von 16,3 Quadratkilometer.

## Geschichte
Obergeburth ist ein alter Honnschaftsname. Nach der Franzosenzeit und der Einführung preußischer Verwaltungsstrukturen bildete Obergeburth zunächst eine eigene Bürgermeisterei im Kreis Gladbach. 1835 verlor Obergeburth seinen Status als eigene Bürgermeisterei und wurde eine Landgemeinde in der Bürgermeisterei Gladbach. Nachdem die Stadt München-Gladbach die Rheinische Städteordnung erhalten hatte, war Obergeburth die einzige Gemeinde der Bürgermeisterei München-Gladbach-Land.
Seit dem Ende des 19. Jahrhunderts dehnte sich die städtische Bebauung auf das Gemeindegebiet aus und bewirkte einen starken Bevölkerungsanstieg.
Am 15. Juli 1907 wurde die Gemeinde Obergeburth in München-Gladbach-Land umbenannt. Am 1. August 1921 wurde die Gemeinde aufgelöst und in die Stadt München-Gladbach eingemeindet.

## Einwohnerentwicklung
| Jahr | Einwohner | Quelle |
| ---- | --------- | ------ |
| 1816 | 02.957    | [ 7 ]  |
| 1828 | 03.287    | [ 8 ]  |
| 1861 | 04.368    | [ 9 ]  |
| 1871 | 04.826    | [ 10 ] |
| 1885 | 07.247    | [ 1 ]  |
| 1910 | 23.541    | [ 11 ] |